# Силвия Аздреева
Силвия Живкова Аздреева е български алпинист и мотивационен лектор. Тя е втората българка, изкачила Еверест (2022), и първата, стъпила на Лхотце (2022) и на К2 (2023). 

## Биография
Родена е на 14 юни 1986 година в град Петрич. През 2005 година завършва средно образование в Професионалната гимназия по икономика и туризъм „Проф. д-р Асен Златаров“ в Петрич. През 2016 година се дипломира в лондонския „Каплан Интернешънъл Колидж“.
През 2010 година преминава успешно обучение за телевизионен говорител в Националната академия за театрално и филмово изкуство „Кръстьо Сарафов“ (НАТФИЗ) в София, след което работи в рекламния отдел на телевизия ТВ7. 
През май 2012 година осъществява първия си трекинг в Хималаите, като достига базовия лагер на Еверест (5150 m) и прави трекинг около планината Кайлаш в Тибет, при който достига височина 5630 m. 
На 11 ноември 2021 година изкачва връх Ама Даблам (6812 m) в Хималаите. През април 2022 година се включва в комерсиална експедиция на Нирмал Пурджа за изкачване на връх Еверест (8848 m). На 15 май 2022 година Силвия Аздреева успешно изкачва върха, като става втората българска жена, успяла да достигне до покрива на света. Само 27 часа по-късно – на 16 май, успява да изкачи и съседния осемхилядник – връх Лхотце (8516 m), като става първата българска жена, изкачила четвъртия по височина връх на планетата. Тези нейни постижения я правят първият човек в историята на българския алпинизъм, успял да изкачи последователно 2 осемхилядника в рамките на 27 часа.
През 2022 година Силвия Аздреева учредява фондация „Заедно към върха“, която подкрепя научноизследователските експедиции, устойчивото развитие, съхранението на културните традиции на местните общности, пълноценната реализация на жените и активния начин на живот при младите хора.
На 28 октомври 2022 година на тържествено заседание на Общинския съвет на Петрич Силвия Аздреева, заедно с още шест видни петричани, е удостоена със званието Почетен гражданин на Петрич.
На 27 юли 2023 година става първата българка, която успява да изкачи втория по височина връх в света – К2 (8611 m), като част от експедиция, водена от Мингма Давид Шерпа.

## Изкачвания на осемхилядници
| Дата        | Връх    | Височина | Планина   | Бележки                          |
| ----------- | ------- | -------- | --------- | -------------------------------- |
| 15 май 2022 | Еверест | 8848 m   | Хималаи   | втората българка, изкачила върха |
| 16 май 2022 | Лхотце  | 8516 m   | Хималаи   | първата българка, изкачила върха |
| 27 юли 2023 | К2      | 8611 m   | Каракорум | първата българка, изкачила върха |